# Tipula (Eumicrotipula) nordenskjoldi
Tipula (Eumicrotipula) nordenskjoldi is een tweevleugelige uit de familie langpootmuggen (Tipulidae). De soort komt voor in het Neotropisch gebied.